# Lažany (Mezno)
Lažany je malá vesnice, část obce Mezno v okrese Benešov. Nachází se asi 2 km na sever od Mezna. V roce 2009 zde bylo evidováno 28 adres.
Lažany leží v katastrálním území Lažany u Mezna o rozloze 3,07 km².

## Historie
První písemná zmínka o vesnici pochází z roku 1318.

## Galerie

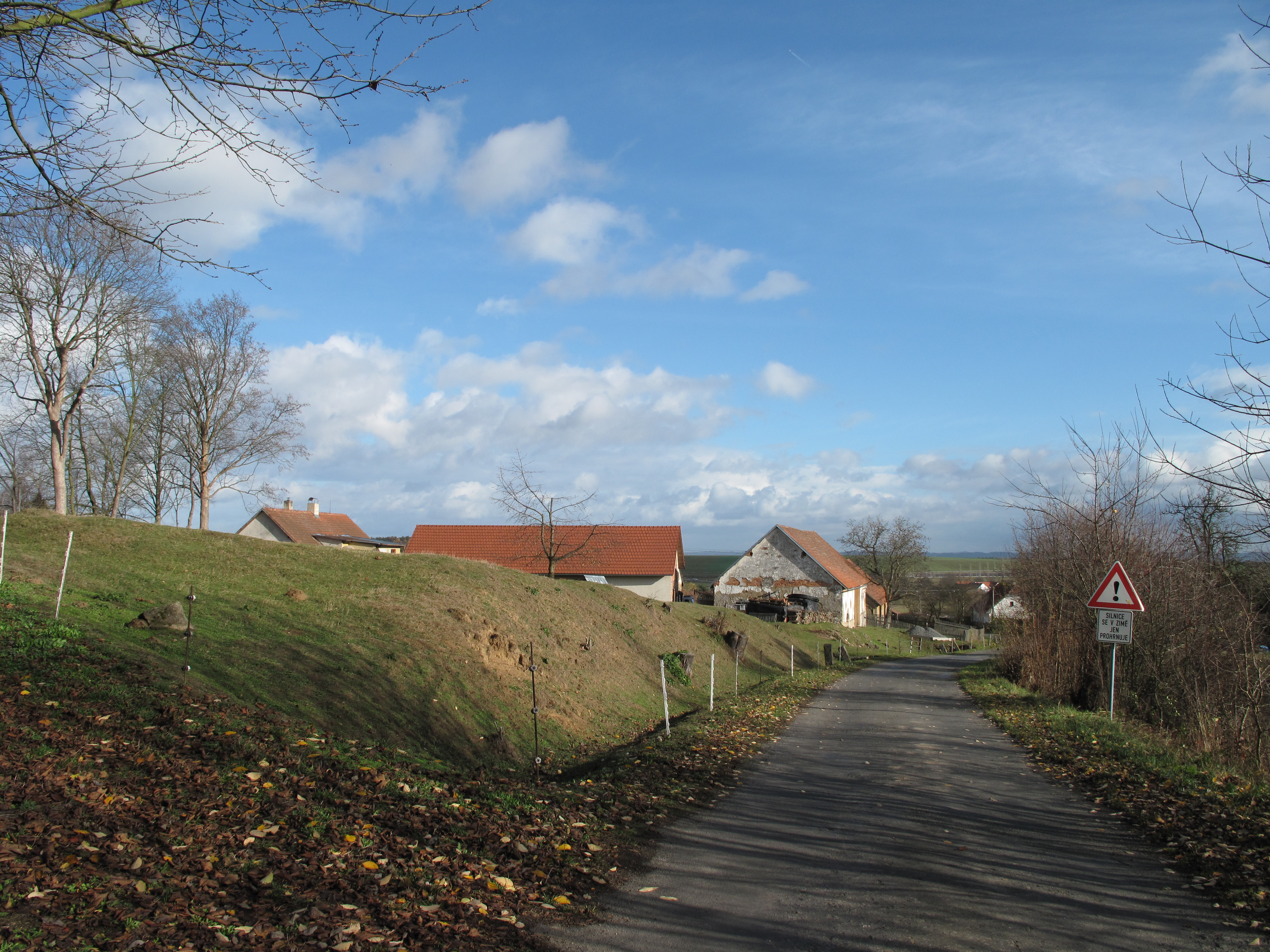
Cesta
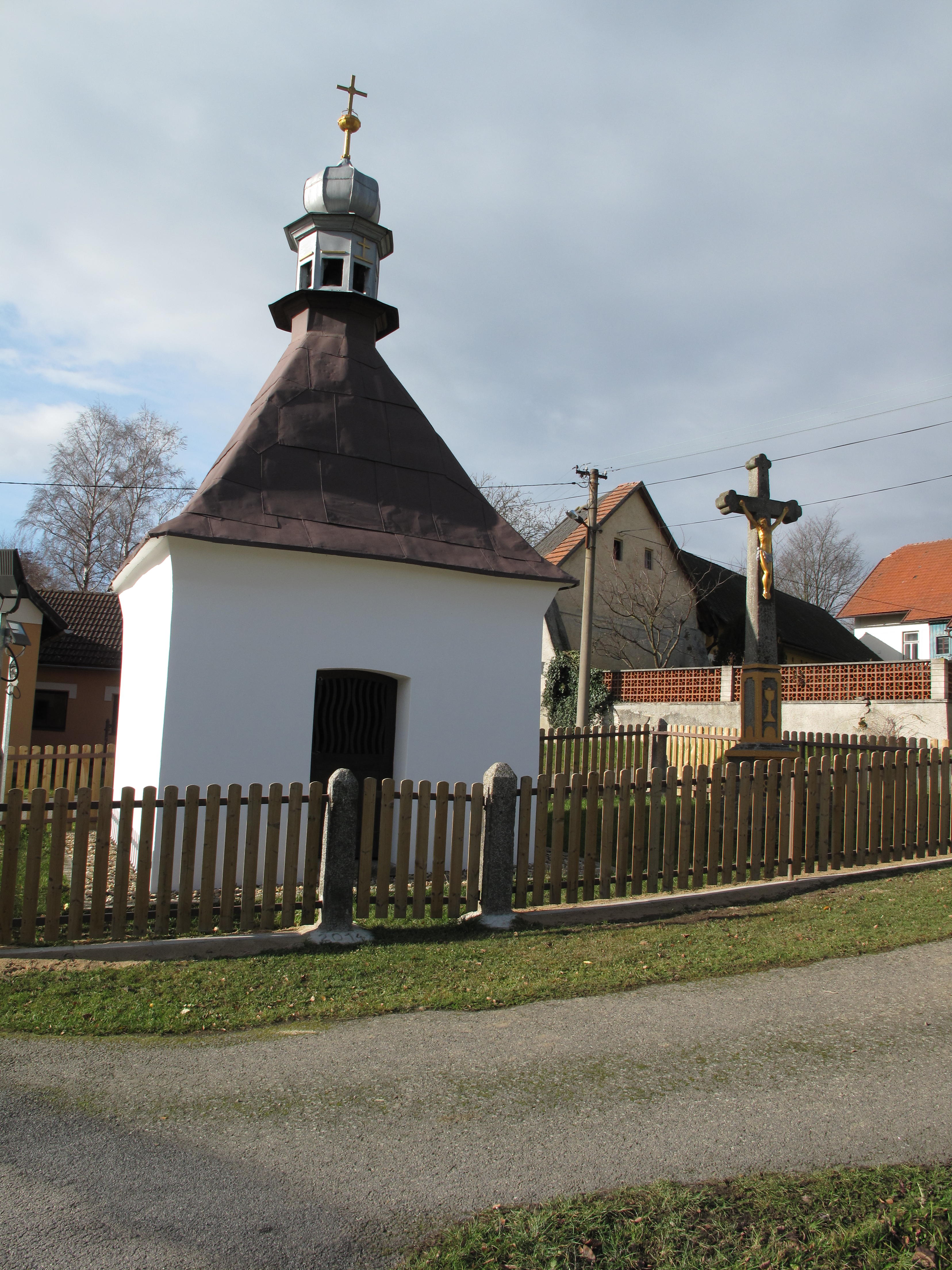
Kaplička
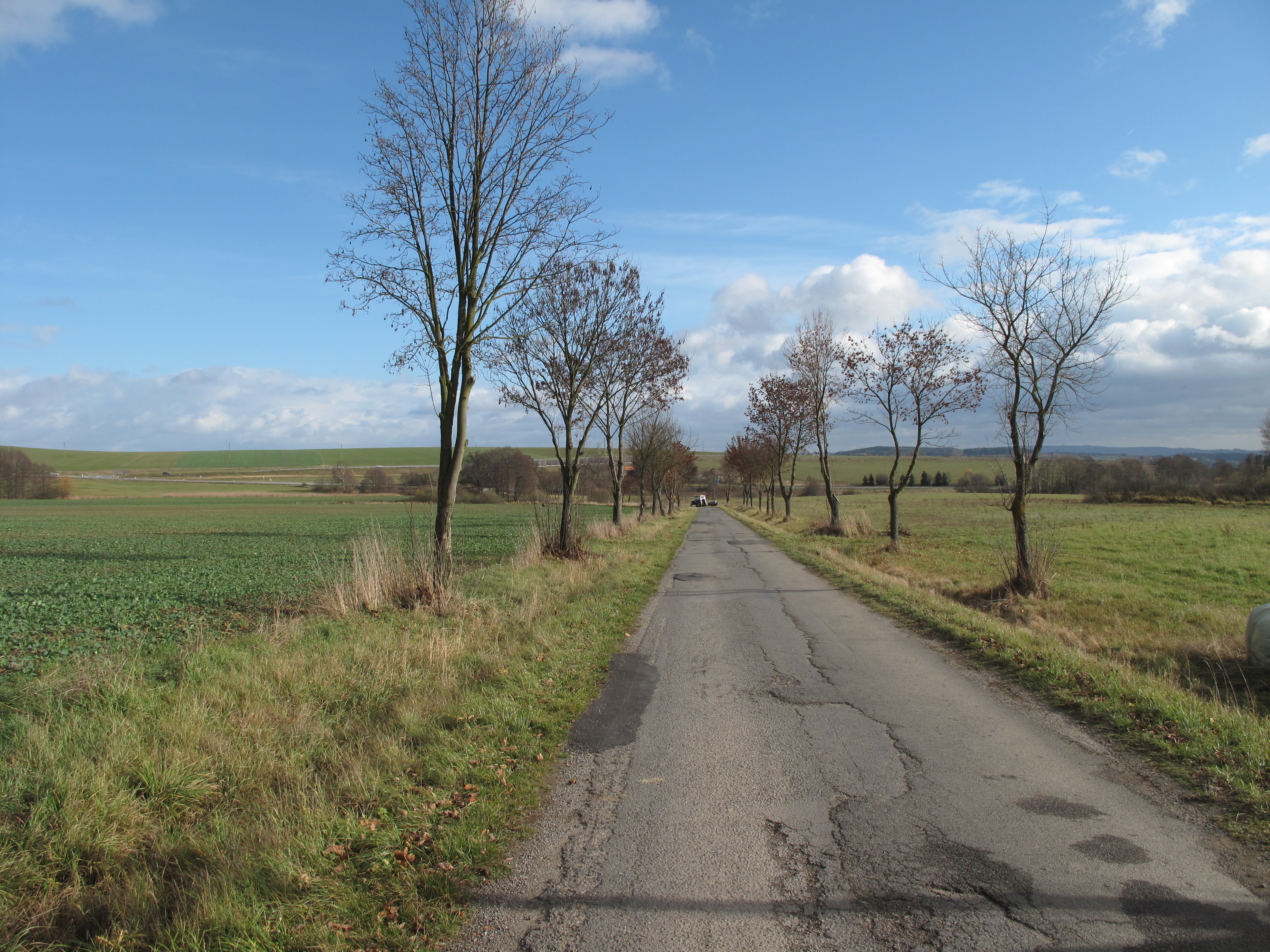
Silnice do Lažan